# Hryhoriwka (rejon pokrowski)
Hryhoriwka (ukr. Григорівка, do 2016 Łeninśke, ukr. Ленінське) – wieś na Ukrainie, w obwodzie donieckim, w rejonie pokrowskim, w hromadzie Sełydowe. W 2001 liczyła 115 mieszkańców.